# Фробениус, Фердинанд Георг
Фердина́нд Гео́рг Фробе́ниус (нем. Ferdinand Georg Frobenius; 26 октября 1849, Берлин — 3 августа 1917, Шарлоттенбург) — немецкий математик, известный своим вкладом в теорию эллиптических функций, дифференциальных уравнений и теории групп.
Он также был первым, кто ввёл понятие рациональной аппроксимации функций (ныне известное как аппроксимация Паде), и дал первое полное доказательство теоремы Гамильтона — Кэли. Также он внёс свой вклад в определение дифференциально-геометрических объектов в современной математической физике, известных ныне как многообразия Фробениуса.

## Биография
Фердинанд Георг Фробениус родился 26 октября 1849 году в Шарлоттенбурге, пригороде Берлина, от родителей Фердинанда Фробениуса и Кристины Элизабет Фридрих. В 1860 году, когда ему было почти одиннадцать лет, он поступил в Иоахимстальскую гимназию. В 1867 году один семестр посещал занятия в Гёттингенском университете, затем продолжил обучение в университете Гумбольдта в Берлине, где он посещал лекции Леопольда Кронекера, Эрнста Эдуарда Куммера, Карла Вейерштрасса. В 1870 году защитил там диссертацию под руководством К. Вейерштрасса и Э. Э. Куммера. Некоторое время преподавал в берлинской гимназии. В 1874 году, без обычной для этого хабилитации, был принят на должность профессора в Берлинский университет. В течение семнадцати лет, между 1875 и 1892, Фробениус работал в Цюрихе. Именно там он женился, создал семью, и проделал важную работу в самых различных областях математики. В 1892 году вернулся в Берлинский университет, заняв место умершего Леопольда Кронекера.
Член Прусской академии наук (с 1893). Вместе с Кронекером, Лазарусом Иммануэлем Фуксом и Германом Амандусом Шварцем принадлежал к узкому кругу известнейших берлинских математиков своего времени.

## Вклад
Основные работы Фробениуса относятся к теории групп, в частности, к теории представлений.
Он первым доказал, что алгебры с делением над вещественными числами {\displaystyle \mathbb {R} } существуют только в пространствах размерности один (вещественные числа), два (комплексные числа) и четыре (кватернионы). (Теорема Фробениуса)
Именем Фробениуса названы следующие математические понятия:
- Морфизм Фробениуса из коммутативной алгебры.
- Критерий Фробениуса интегрируемости распределения
- Характеристическое отображение Фробениуса[англ.]
- Алгебра Фробениуса[англ.]
- Матрица Фробениуса
- Формула Фробениуса (для обращения блочной матрицы)
- Норма Фробениуса
- Группа Фробениуса
- Неравенство Фробениуса
- Теорема Фробениуса
- Лемма Коши-Фробениуса (лемма Бернсайда)
- Полином Фробениуса[англ.]
- Оператор Перрона — Фробениуса
- Теорема Фробениуса — Перрона
- Факторизация по Фробениусу
- Теорема взаимности Фробениуса[англ.]
- Псевдопростое число Фробениуса
- Метод простоты Фробениуса
- Задача Фробениуса о монетах[англ.]